# کنی ایرلند
کنی ایرلند (به انگلیسی: Kenny Ireland) (زاده ۷ اوت ۱۹۴۵-درگذشته ۳۱ ژوئیهٔ ۲۰۱۴) بازیگر اسکاتلندی بود.
از فیلم‌های معروف او می‌توان به مرد بزرگ و آخرین رقص سالومه اشاره کرد.